# Сетевые игры
Сетевые игры (игры с сетевой структурой) являются разделом теории игр, который изучает как методы формирования связей между игроками в конфликтно-управляемых системах, так и правила определения выигрышей игроков с учётом этих связей. В основном выделяют три подхода к формированию связей между игроками: стратегический, кооперативный и динамический.
При стратегическом подходе сетевую игру можно рассматривать как классическую игру в нормальной форме: каждый игрок независимо выбирает свою стратегию (множество игроков, с которыми он в данный момент желает установить связь и множество игроков, с которыми он связи не устанавливает). В результате выбора формируется сетевая структура, которая и определяет выигрыши игроков. При такой постановке в качестве решения естественно рассматривать ситуацию равновесия по Нэшу.
В кооперативном варианте сетевой игры основной проблемой является выбор правила распределения суммарного выигрыша игроков между собой при некоторой наперед заданной или сформированной самими игроками сетевой структуре. В качестве одного из таких правил распределения можно рассмотреть вектор Шепли (классическое решение теории кооперативных игр), построенный специальным образом с учётом сетевой структуры взаимодействия.
При рассмотрении динамического подхода предполагается, что сетевая структура может пересматриваться игроками поочередно согласно некоторому порядку очередности ходов. Принимающий решение игрок может исключить из сети не приносящую ему выгоды связь, либо предложить другим игрокам взаимовыгодные связи.